# Villach
Villach (fonetikusan: [ˈfɪlax] kiejtéseⓘ, szlovénul: Beljak) Karintia tartomány második legnagyobb városa és fontos közlekedési csomópontja nemcsak Ausztriának, hanem az Alpok-Adria térségnek is.

## Fekvése
A város a Klagenfurti-medence nyugati szélén, a Dráva és a Gail folyók összefolyásánál terül el. A város közigazgatási területét több tó is szegélyezi: az Ossiacher See, a Faaker See, a Silbersee, a Vassacher See, a Magdalensee és a St. Leonharder See. Az önkormányzat 61 városrészt és falut fog össze.

## Története
A legrégebbi emberi nyomok, amelyeket Villach területén találtak i.e. 3500-ig nyúlnak vissza. Fontos kereskedelmi út haladt el itt, amely Rómába vezetett. 878-ban már oklevél említi az itt álló hidat, 1060-ban pedig Villachnak már mezővárosi státusza volt.
1348. január 25-én egy földrengés Villach nagy részét megsemmisítette, amit 1690-ben követett egy másik földrengés. Ekkor több tűzeset is pusztította a város épületeit.
1759-ben Mária Terézia Villachot Karintia részévé tette. A napóleoni háborúk során pedig 1809 és 1813 között Villach a Francia Birodalom része volt.
1864-ben érte el a Südbahn vasút a várost, ami ipari fejlődést hozott.
A német Anschluss időszaka alatt (1938-45) amikor Ausztriát annektálták a náci Németországhoz, Villach polgármestere, Oskar Kraus, egy lelkes náci volt. Így 2002-ben vitát váltott ki az 1919-es határkonfliktus tiszteletére felállított emlékmű, melyen az egyetlen megnevezett személy Kraus volt, aki tulajdonképpen nem is vett kiemelkedően részt az eseményben.
A második világháború során a várost 37-szer bombázták. Körülbelül 42 500 bomba 300 embert ölt meg és az épületek 85%-át elpusztította. A város viszont gyorsan újjáéledt.

## Kultúra és látnivalók
- Szt. Jakab templom: gótikus stílusú plébániatemplom.
- Nikolaikirche: újgótikus templom ferences kolostorral.
- Szent Kereszt templom: barokk búcsújárótemplom
- Evangélikus templom: a városi parkban található.
- Landskron várromja
- Történelmi belváros a főtérrel
- Römerweg: az egykori Rómába vezető kereskedelmi út maradványai.
- Paracelsushof
- St. Johanner Kirche
- St. Michaeler Kirche

### Múzeumok

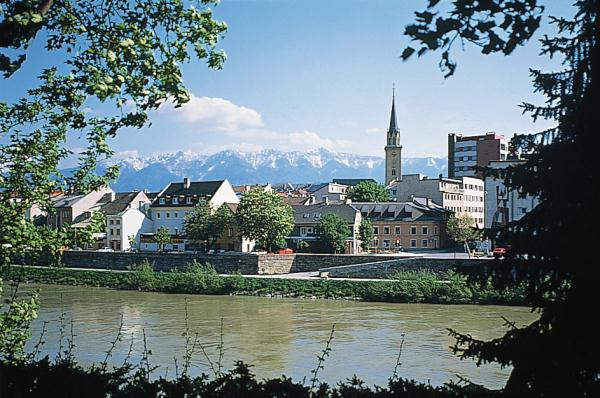
Villach a Drávával

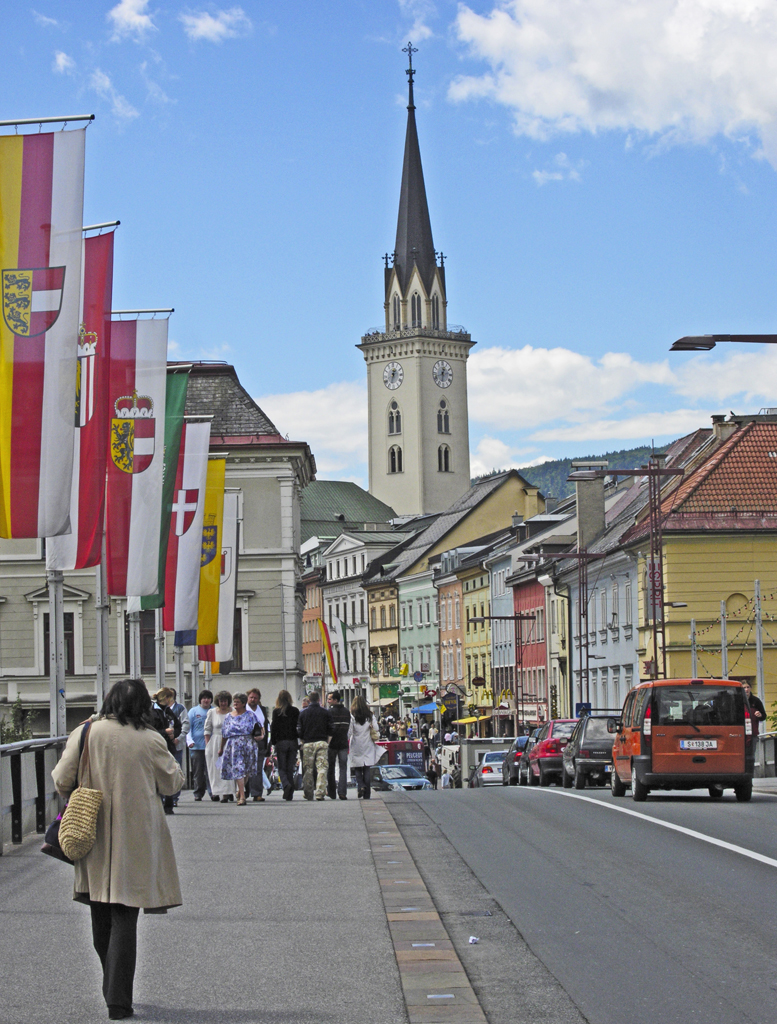
Az óváros a Drávahídról nézve

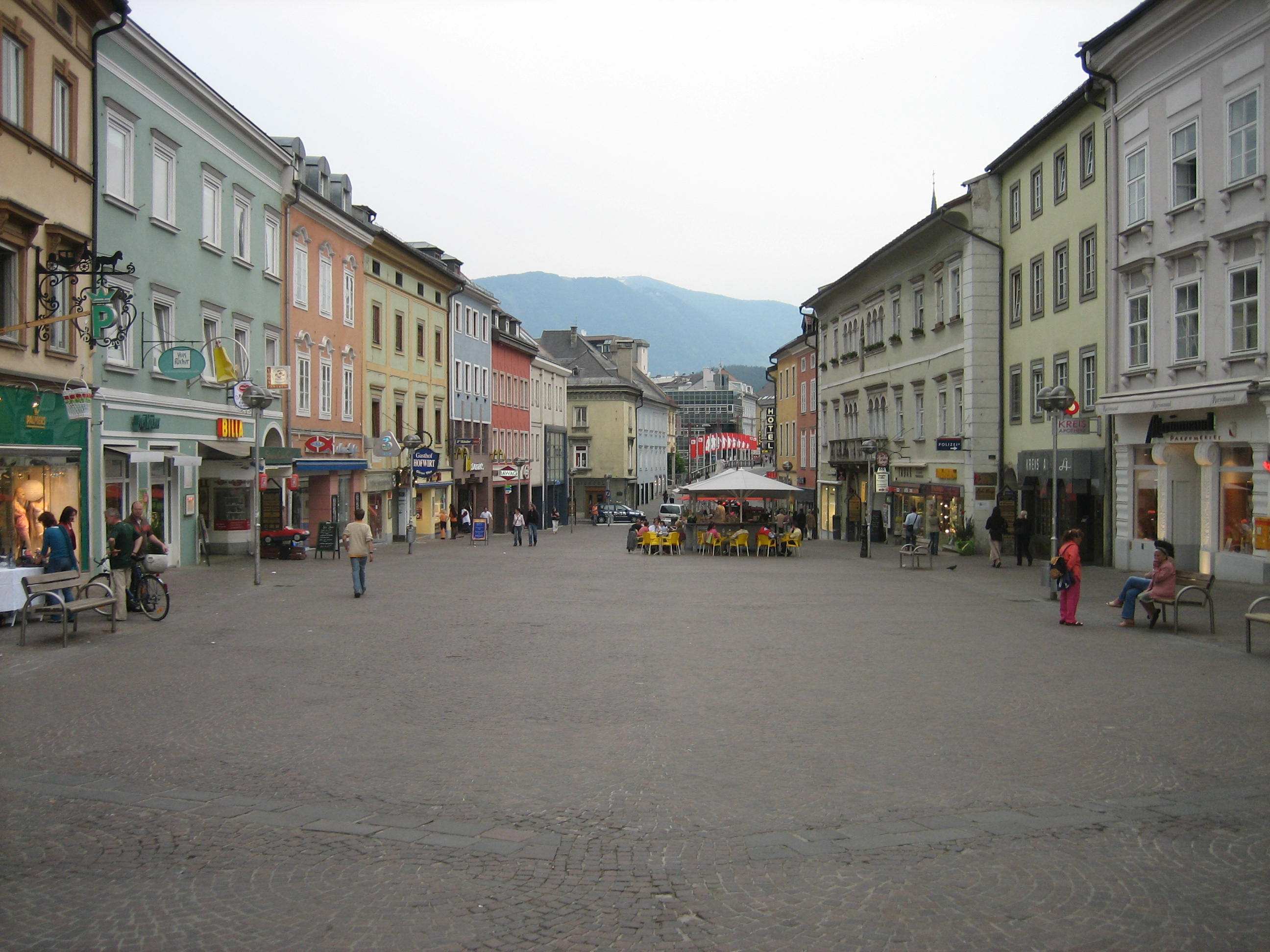
Főtér

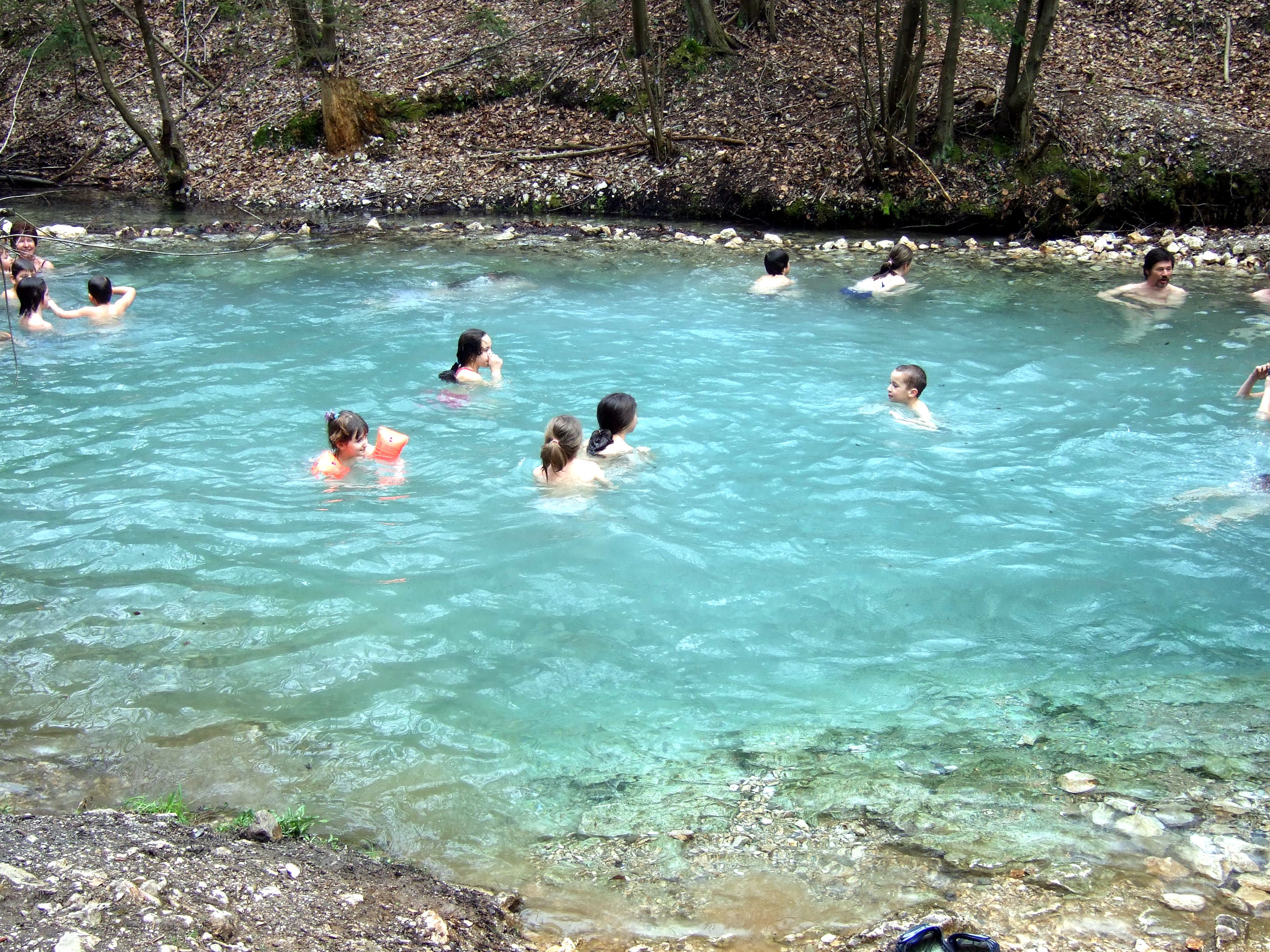
Maibachl

- Városi múzeum
- Közlekedési múzeum
- Babamúzeum
- Gombamúzeum
- Ebners Hausmuseum

### Színházak
- Neue Bühne Villach
- Kulturspektrum Maria Gail(KSMG)

### Természeti látnivalók
- Maibachl: 28 °C-os termálforrás.
- Hungerbach: időszakos termálforrások által megtöltött patak a Maibachl környékén.
- Eggerloch: a Villachi-Alpok egyik legnagyobb barlangja.
- Dráva folyó
- Villachi Alpesi út

## Híres villachiak
- Josef Aichholzer, filmproducer
- Barbara Demmer (*1969), színésznő
- Kurt Diemberger, hegymászó, filmrendező, fotós és szerző
- Gerald Domenig, művész
- Bruno Gironcoli, művész
- Heidemarie Hatheyer, színésznő, énekesnő
- Herbert Kickl, Ausztria belügyminisztere
- Martin Koch, síugró-olimpikon
- Werner Kofler, író
- Roland Kollmann, labdarúgó
- Konrad Paul Liessmann, filozófus, egyetemi professzor
- Ernst Melchior, labdarúgó
- Otto Melchior, labdarúgó
- Robert Schöffmann, festő
- Dieter Stappert, egykori Forma1-versenyző (BMW)
- Heidelinde Weis, színésznő

## Testvérvárosok
- Kaposvár, Magyarország
- Udine, Olaszország
- Suresnes, Franciaország
- Bamberg, Németország
- Bled, Szlovénia
- Kranj, Szlovénia
- Tolmin, Szlovénia